# Tom Clancy’s Ghost Recon Advanced Warfighter
Tom Clancy’s Ghost Recon Advanced Warfighter – taktyczna gra akcji z serii Ghost Recon wyprodukowana przez amerykańskie studio Red Storm Entertainment oraz szwedzką firmę Grin. Została wydana przez Ubisoft w 2006 roku. Podobnie jak w poprzednich grach serii, gracz wciela się w rolę dowódcy oddziału żołnierzy. Ich zadaniem jest wykonywanie misji wojskowych polegających np. na uwolnieniu zakładników, zniszczeniu wrogich oddziałów lub eskorcie cywilów. Twórcy położyli nacisk na realizm rozgrywki i taktyczne planowanie wykonania misji. Gra doczekała się kontynuacji – Tom Clancy’s Ghost Recon Advanced Warfighter 2, która została wydana rok później.
Gra została pozytywnie przyjęta przez recenzentów uzyskując w wersji na komputery osobiste średnią 80/100 w agregatorze Metacritic oraz 80,07% w serwisie GameRankings.